# Ковтун Владислав Вікторович
Владислав Вікторович Ковтун (нар. 8 листопада 1991) — український футболіст, захисник «Інгульця».

## Життєпис
Владислав Ковтун народився 11 серпня 1991 року. Вихованець ДЮСШ Лубни. З 2011 по 2014 рік виступав у складі клубу «Гірник-спорт» — провів 75 офіційних матчів, забив три м'ячі. У 2015 році грав у складі аматорської команди «Олімпія» (с. Савинці). Наприкінці січня 2016 року уклав контракт з «Інгульцем».

## Досягнення
- Друга ліга чемпіонату України
  -  Бронзовий призер (1): 2015/16